# Dmitri Yaroshenko
Dmitri Vladímirovich Yaroshenko –en ruso, Дмитрий Владимирович Ярошенко– (Makarov, 4 de noviembre de 1976) es un deportista ruso que compitió en biatlón.

## Palmarés internacional
| Campeonato Mundial | Campeonato Mundial  | Campeonato Mundial | Campeonato Mundial |
| Año                | Lugar               | Medalla            | Prueba             |
| ------------------ | ------------------- | ------------------ | ------------------ |
| 2007               | Anterselva (Italia) | Medalla de oro     | Relevos            |
| 2008               | Östersund (Suecia)  | Medalla de oro     | Relevos            |
| 2008               | Östersund (Suecia)  | Medalla de bronce  | Relevo mixto       |
| Campeonato Europeo |                     |                    |                    |
| Año                | Lugar               | Medalla            | Prueba             |
| 2004               | Minsk (Bielorrusia) | Medalla de plata   | Individual         |
| 2005               | Novosibirsk (Rusia) | Medalla de oro     | Relevos            |